# بوستل 3
بوستل (بالإنجليزية: Postal III)، هي لعبة فيديو أمريكية روسية من نوع إطلاق النيران الكثيفة، صدرت اللعبة في الأسواق سنة 2011، والتي تعمل لمنصة ويندوز الحصرية، وهي الجزء الثالث من سلسلة بوستل.